# Kolešovice
Kolešovice är en ort i Tjeckien.   Den ligger i regionen Mellersta Böhmen, i den västra delen av landet, 60 km väster om huvudstaden Prag. Kolešovice ligger 379 meter över havet och antalet invånare är 825.
Terrängen runt Kolešovice är platt åt nordost, men åt sydväst är den kuperad.Runt Kolešovice är det ganska glesbefolkat, med 40 invånare per kvadratkilometer. Närmaste större samhälle är Rakovník, 9,6 km öster om Kolešovice. Trakten runt Kolešovice består till största delen av jordbruksmark.